# Yutu
Yutu (cinese (玉兔S)) è un rover lunare di produzione cinese che fa parte della missione Chang'e 3 la quale ha come obiettivo l'esplorazione della Luna.

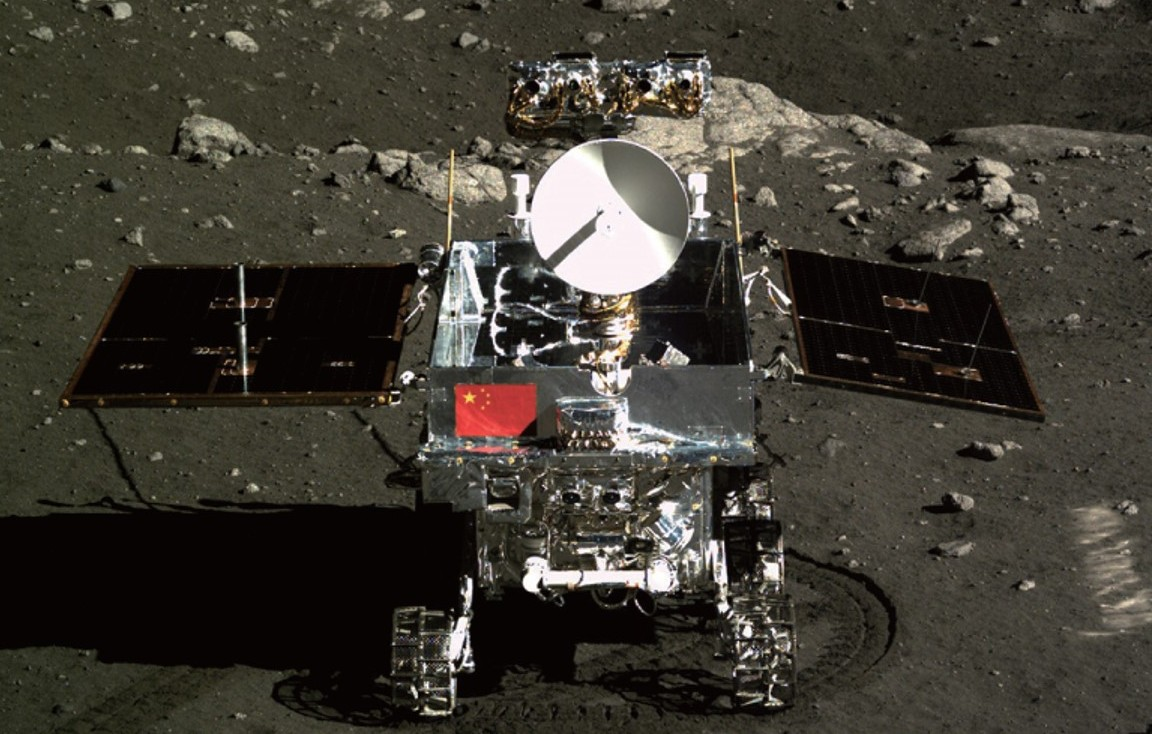
Il rover Yutu sulla superficie lunare

È stato lanciato alle 17:30 UTC del 1º dicembre 2013 e ha raggiunto la superficie della Luna il 14 dicembre 2013. La missione segna il primo atterraggio morbido sulla Luna dal 1976 e la prima operazione esplorativa tramite rover dal lancio del Lunochod 2 sovietico le cui operazioni cessarono in data 11 maggio 1973.

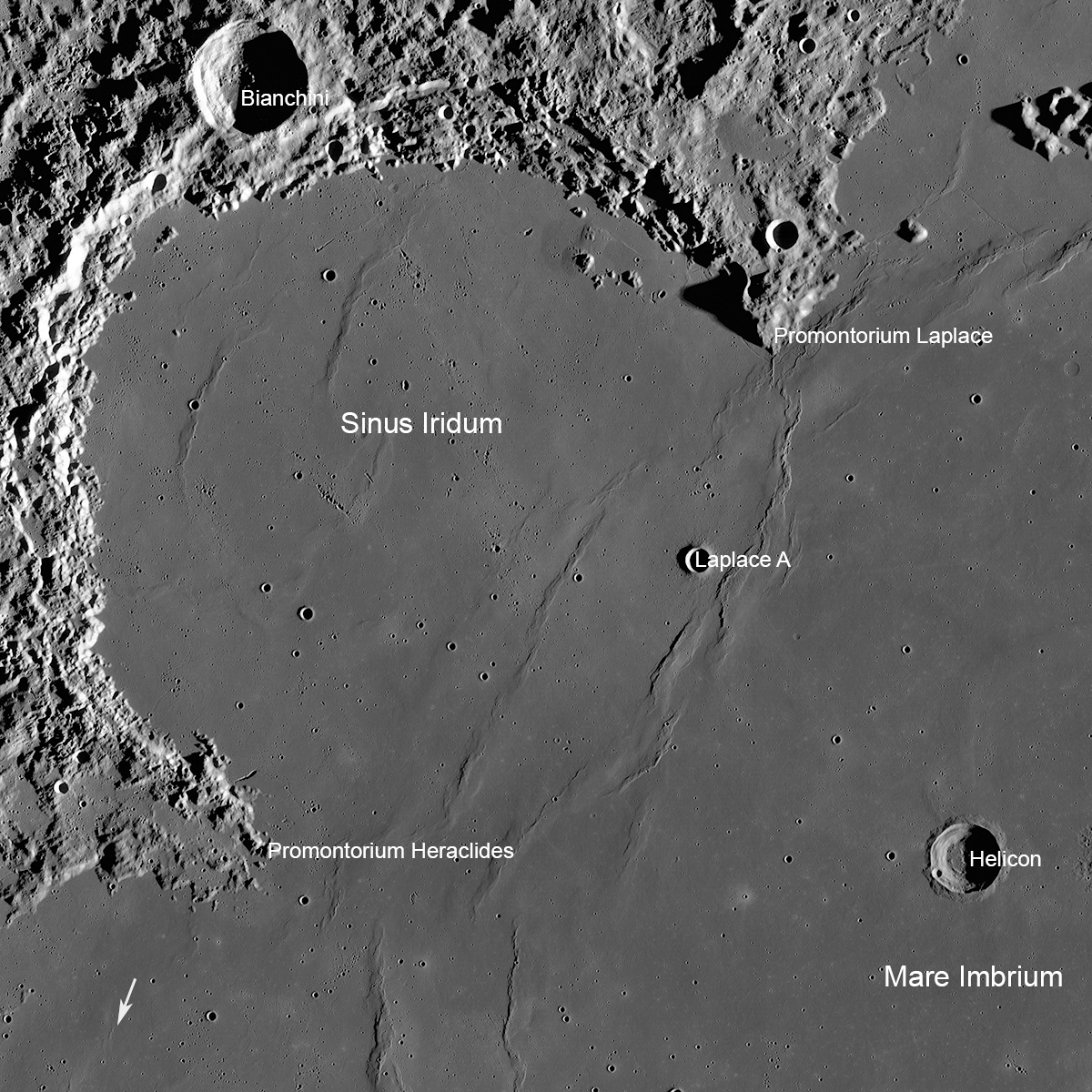
Il rover Yutu è atterrato su Sinus Iridum, un cratere di 249 kilometri di diametro. La freccia indica la posizione del rover sovietico Lunochod 1.

Lo sviluppo del rover a sei ruote è iniziato nel 2002 ed è stato completato nel maggio del 2010. Il nome del rover è stato selezionato in un sondaggio online ed è un riferimento al coniglio lunare, un coniglietto del folklore cinese che vivrebbe sulla Luna.
Il rover ha smesso di trasmettere dati nel marzo 2015.

## Cronologia esplorazioni

### 2013
Il rover ha lavorato senza problemi per tutto dicembre.

### 2014
Da gennaio, alla fine della seconda notte, il rover è impossibilitato a muoversi a causa di gravi problemi meccanici, provocati secondo le ultime ipotesi da un urto con rocce sulla superficie. Ciò gli rende impossibile ripiegare i pannelli solari e la torretta (Mast). Sembra che il terreno lunare fosse stato più accidentato di quanto ritenuto, più rocce e più grandi di quanto indicassero le stime fatte, basate anche su immagini satellitari di progetti di ricerca stranieri. Il 6 settembre è tornato il sole nella regione del Mare Imbrium, il luogo dell'atterraggio, e Yutu è riuscito nuovamente a svegliarsi ed a segnalarlo a Terra. Il 14 settembre il rover ha scattato una panoramica di 360° del Mare Ibridum. Questo è il 10º giorno che la missione attraversa. Ad ottobre il rover è ancora immobile ma funzionante.

### 2015
A marzo il rover cessa di trasmettere dati e informazioni